# Ben Gastauer
Ben Gastauer (Dudelange, 14 de noviembre de 1987) es un ciclista luxemburgués que debutó como profesional en el año 2010 con el equipo francés Ag2r La Mondiale, en el cual se mantuvo durante toda su carrera hasta su retirada en 2021.
Consiguió múltiples campeonatos nacionales de Luxemburgo en categorías inferiores, tanto en ruta como en contrarreloj. 

## Debut
Gasteur comenzó a hacerse notar en 2004, quedando tercero en la contrarreloj del campeonato de Luxemburgo en la categoría junior. En 2005 corrió la clásica de los alpes, donde terminó en segundo lugar superado por  Alexandre Pliuşchin, en 2005 triunfó en la contrarreloj de los campeonatos nacionales de Luxemburgo.

## Palmarés
2009 (como amateur)
- Tour de Saboya, más 1 etapa

2010
- 3.º en el Campeonato de Luxemburgo en Ruta

2012
- 2.º en el Campeonato de Luxemburgo Contrarreloj
- 2.º en el Campeonato de Luxemburgo en Ruta

2013
- 3.º en el Campeonato de Luxemburgo Contrarreloj

2014
- 2.º en el Campeonato de Luxemburgo en Ruta

2015
- Tour de Haut-Var, más 1 etapa[2][3]
- 2.º en el Campeonato de Luxemburgo en Ruta

2017
- 3.º en el Campeonato de Luxemburgo en Ruta

## Resultados en Grandes Vueltas y Campeonatos del Mundo
| Carrera         | Carrera         | 2010 | 2011  | 2012 | 2013 | 2014 | 2015 | 2016 | 2017 | 2018 | 2019 | 2020 | 2021 |
| --------------- | --------------- | ---- | ----- | ---- | ---- | ---- | ---- | ---- | ---- | ---- | ---- | ---- | ---- |
|                 | Giro de Italia  | —    | 88.º  | 67.º | 51.º | —    | —    | —    | 29.º | —    | 79.º | Ab.  | —    |
|                 | Tour de Francia | —    | —     | —    | —    | 21.º | Ab.  | 61.º | 37.º | —    | —    | —    | —    |
|                 | Vuelta a España | —    | —     | 81.º | 65.º | —    | —    | —    | —    | 36.º | —    | —    | —    |
| Mundial en Ruta | Mundial en Ruta | Ab.  | 154.º | Ab.  | —    | 52.º | —    | —    | —    | Ab.  | Ab.  | Ab.  | —    |

—: no participa
Ab.: abandono

## Equipos
- AG2R (2010-2021)
  - AG2R La Mondiale (2010-2020)
  - AG2R Citroën Team (2021)